# Ahmed Zewail
Ahmed Hassan Zewail (arab. أحمد حسن زويل, Aḥmad Ḥasan Zuwayl; ur. 26 lutego 1946 w Damanhur, zm. 2 sierpnia 2016 w Pasadenie) – egipsko-amerykański chemik, laureat Nagrody Nobla z chemii w 1999 za prace z dziedziny femtochemii za badania z zastosowaniem ultraszybkich metod laserowych. Członek Królewskiej Szwedzkiej Akademii Nauk.

## Życiorys
Był profesorem California Institute of Technology w Pasadenie.
Prowadził badania nad przejściowymi stanami reakcji chemicznych przy użyciu spektroskopii femtosekundowej, w których wykazał, iż odpowiednie wykorzystanie lasera femtosekundowego pozwala na precyzyjne śledzenie ruchów atomów tworzących molekułę w czasie trwania reakcji chemicznej.
Profesor Zewail otrzymał Nagrodę Nobla za „badania nad stanami przejściowymi reakcji chemicznych przy użyciu spektroskopii femtosekundowej”. Oznacza to obserwowanie ruchów atomów w cząsteczkach w świetle krótkich błysków lasera.

## Odznaczenia
- Wielka Wstęga Orderu Zasługi (1995, Egipt)[4]
- Wielka Wstęga z Łańcuchem Orderu Nilu (1999, Egipt)[4]
- Komandor Orderu Narodowego Cedru (2000, Liban)[5]
- Order Zayeda (2000, Zjednoczone Emiraty Arabskie)[5]
- Order Dwóch Nilów (2004, Sudan)[5]
- Kawaler Orderu Legii Honorowej (2012, Francja)[5]